# Ódn
Ódn è il secondo EP della band doom metal faroese Hamferð.

## Tracce
1. Ódn (Live) – 8:12
2. Deyðir Varðar (Live) – 6:36

## Formazione
- Jón Aldará - voce
- John Egholm - chitarra elettrica
- Theodor Kapnas - chitarra elettrica
- Ísak Petersen - basso elettrico
- Esmar Joensen - tastiera
- Remi Johannesen - batteria